# Adam z Tuszyna
Adam z Tuszyna, Tussinus (zm. 1 stycznia 1546 w Tarnowie) – profesor Akademii Krakowskiej, astronom, astrolog, doktor medycyny, dziekan wydziału filozoficznego (1539–ok. 1541).

## Życiorys
Pochodził z Tarnowa, zapewne z rodziny mieszczańskiej. Studiował na Wydziale Artium (sztuk wyzwolonych) Akademii Krakowskiej (od 1513 roku) uzyskując bakalaureat w 1514 roku (magisterium sztuk wyzwolonych w 1526 roku). W latach 1527–1533 wykładał jako docent-extraneus na wydziale filozoficznym (m.in. dzieła Arystotelesa, Ars maior Donata, Elementy Euklidesa, Astrologię Alcabitiusa. W latach od 1539 do ok. 1541 piastował godność dziekana tegoż wydziału. Ponadto stopień doktora medycyny uzyskał prawdopodobnie we Włoszech w 1533 roku.
Jest autorem kilku almanachów (częściowo wydanych, a częściowo zachowanych w rękopisach) m.in.: Liber ad erectiones figurarum spectans (z późniejszymi notami historycznymi dotyczącymi dziejów Tarnowa) oraz Judicium et significatio comete.